# Friedrich Bischoff (écrivain)
Pour les articles homonymes, voir Friedrich Bischoff et Bischoff.
Friedrich Bischoff (jusqu'en 1933 Fritz Walter Bischoff), né le 26 janvier 1896 à Neumarkt-en-Silésie et mort le 21 mai 1976 à Großweier, est un écrivain et un pionnier allemand de la radio. 

## Biographie
Friedrich Bischoff naît le 26 janvier 1896 à Neumarkt in Schlesien.
Il étudie la langue et la littérature allemandes, la philosophie et l'histoire de l'art à Breslau et devient dramaturge au théâtre municipal local en 1923. En 1925, il devient directeur littéraire de la radio Schlesische Funkstunde, dont il est le directeur artistique de 1929 à 1933. Bischoff s'implique fortement  dans les possibilités techniques et acoustiques de la radio et travaille de manière décisive au développement de l'art radiophonique. Par exemple, il utilisé le dispositif de fondu enchaîné inventé par l'ingénieur Friedrich Gasde et utilise des effets sonores. Avec Werner Milch, il produit la pièce radiophonique Hallo ! Hier Welle Erdball ! en février 1928. Il s'agit là de l'œuvre normative du nouveau mouvement artistique. En même temps, il s'agit de la plus ancienne pièce radiophonique en langue allemande conservée sous forme d'enregistrement sonore.
Bischoff a aussi un instinct pour le divertissement léger. À partir de 1926, il inclut dans son programme l'humoriste Ludwig Manfred Lommel avec ses scènes autour de "Sender Runxendorf auf Welle 0.5".
Au début de la dictature nationale-socialiste, Bischoff est démis de ses fonctions de directeur artistique et est prisonnier de la Gestapo pendant des mois, jusqu'à ce que les poursuites engagées contre lui lors du procès de 1934/35 sur la radiodiffusion soient abandonnées et qu'il soit libéré. Plus tard, Bischoff participe aux rencontres de poésie de Weimar, que Joseph Goebbels a organisées à partir de 1938 comme une exposition pour l'élite de la scène littéraire nationale-socialiste à Weimar. Goebbels a parfois des écrivains invités aux réunions de manière ciblée et assez éloignés du régime.
Jusqu'en 1945, Bischoff travaille comme éditeur et écrivain. Il crée de nombreuses œuvres de prose narrative et de poésie dans la tradition mystico-romantique de sa patrie silésienne.
En mars 1946, il est nommé directeur de la nouvelle Südwestfunk à Baden-Baden. Il occupe ce poste jusqu'au 30 juin 1965.
Bischoff est membre de la Deutsche Akademie für Sprache und Dichtung et de l'Académie des sciences et des lettres de Mayence, ainsi que citoyen honoraire de l'Université de Mayence. En 1951, il a l'honneur d'être nommé professeur. En 1954, il reçoit la Grande Croix du Mérite de la République fédérale d'Allemagne.
Il meurt le 21 mai 1976 à Großweier.